# 纹颈冠蜂鸟
纹颈冠蜂鸟（学名：Lophornis magnificus），是雨燕目蜂鸟科的一种鸟类。
纹颈冠蜂鸟体重约2.7克，翼长约39.8毫米，嘴峰长约14毫米，喙宽度约1.7毫米，喙厚度约1.5毫米，跗蹠长约4.7毫米，尾长约23毫米。纹颈冠蜂鸟在其分布区内为留鸟，其栖息在半开放的人工改造的环境中，食性为杂食性。
纹颈冠蜂鸟分布于巴西中东部的森林和灌丛。该物种是单型物种，没有亚种分化。